# Sevesolagstiftningen
Sevesolagstiftningen är lagar och förordningar utarbetade för att förebygga och begränsa följderna av allvarliga kemikalieolyckor, och att allmänheten varnas vid eventuell fara. Anläggningar som hanterar eller lagrar stora mängder med kemikalier omfattas av lagstiftningen, och kallas för Sevesoanläggningar. I Sverige finns det cirka 720 sådana anläggningar.

## Bakgrund
1976 ägde Sevesokatastrofen rum i Seveso, norr om Milano i nordligaste Italien. Flera kilogram av dioxinet TCDD släpptes av misstag ut från lagringstankar. tiotusentals husdjur (även lantbrukshållna djur) dog eller avlivades till följd av detta.

## Omfattning
Följderna av katastrofen blev att EG utarbetade direktiv 82/501/EEG och det har sedan förnyats genom dirketiv 96/82/EC och slutligen direktiv 2012/18/EU, där alla kallas förSevesodirektivet. Utifrån Sevesodirektivet har Sverige infört Sevesolagstiftningen via följande dokument:
- lagen (1999:381)
- förordningen (2015:236) och föreskrifterna (MSBFS 2015:8), om Förebyggande och begränsande åtgärder mot allvarliga kemikalieolyckor
- miljöbalken (1998:808)
- lagen om skydd mot olyckor (2003:778)
- plan- och bygglagen (2010:900)

Dessutom finns det andra lagar och förordningar som är kopplade till ovan nämnda dokument.
Det finns cirka 720 sevesoanläggningar i Sverige, inklusive bergstäkter, och de är skyldiga att anmäla sin verksamhet till Länsstyrelsen, som är den myndighet som granskar hur väl skyddet mot olyckor fungerar i verksamheten. Tillsynen av anläggningarna utförs oftast tillsammans med räddningstjänsten och miljöförvaltningen i den kommun där anläggningen finns.
Det finns en lägre och en högre kravnivå. Det gemensamma för dem är att information om dem skall finnas tillgänglig på kommunens hemsida. Den lägre skall ha ett handlingsprogram, medan den högre även skall ha tillstånd för eventuella kemikalier som används och en säkerhetsrapport.
Vid dessa anläggningar skall det finnas både interna och kommunala räddningsplaner för eventuella olyckshändelser. De interna gäller inom verksamheten medan de kommunala upprättas av kommunen och gäller både inom och utanför verksamheten.